# Bora Dağtekin
Bora Dagtekin (Hannover, 27 ottobre 1978) è un regista e sceneggiatore tedesco.

## Biografia
Il suo debutto come regista è stato Türkisch für Anfänger, ha inoltre scritto e diretto un lungometraggio con lo stesso nome (Türkisch für Anfänger) nel 2012.
Ha ottenuto notorietà in particolare con Fuck you, prof!, Fuck you, prof! 2, Fuck you, prof! 3.

## Filmografia

### Regista
- Türkisch für Anfänger (2012)
- Fuck you, prof! (Fack ju Göhte) 2013
- Fuck you, prof! 2 (Fack ju Göhte 2) 2015
- Fuck you, prof! 3 (Fack ju Göhte 3) 2017